# چی‌واوا (ایالت چی‌واوا)
چی‌واوا (به اسپانیایی: Chihuahua) مرکز ایالت چی‌واوا در کشور مکزیک است.
جمعیت این شهر ۸۴۱٬۴۹۰ نفر است و صنعت و کارخانه‌های متعددی در این شهر وجود دارد.

## آب و هوا
- میانگین بالاترین دما در سال ۲۵ سلسیوس (بالاترین دما ماه ژوئن ۳۳ سلسیوس)
- میانگین پایین‌ترین دما در سال ۱۰٫۷۵ سلسیوس (پایین‌ترین دما ماه ژانویه و ماه دسامبر ۲ سلسیوس)
- بارش در سال ۴۷۷ میلی‌متر (بالاترین بارش ماه ژوئیه ۱۰۸ میلی‌متر / پایین‌ترین بارش ماه مارس و ماه فوریه ۴ میلی‌متر)

## پیشینه
قبل از رسیدن اسپانیایی‌ها به این منطقه هیچ شهری در این مکان وجود نداشت، در آغاز این شهر با کشف معدنهایی در نزدیکی شهر سانتا اولالیا (Santa Eulalia) در سال ۱۶۵۲ میلادی به دست کاپیتان اسپانیایی دیگو دل کاستییو (Diego del Castillo) تأسیس شد، با این حال، با توجه به آب و هوا و حمله‌های پی در پی از سوی سرخپوستان این مکان برای چندین سال خالی و غیر مسکونی باقی ماند. پنجاه سال بعد در سال ۱۷۰۷ میلادی معدنهایی بیشتر و بزرگتری در این منطقه کشف شد که به سرعت مردمان را دوباره به این مکان راهی کرد و این معدنها این منطقه را بسوی ثروت و رفاه مردم آن برد.
در سال ۱۷۰۹ میلادی با تصمیم فرماندار منطقه آنتونیو دزا ی اویوا (Antonio de Deza y Ulloa) این شر میان ۲ رودخانه که در منطقه بود به‌طور رسمی تأسیس شد.
در طول جنگ استقلال مکزیک، این شهر شاهد اقدامات کمی بود. با این حال، در چی‌واوا بود که پدر استقلال مکزیک، میگل ایدالگو، در کاخ فدرال چی‌واوا زندانی و در سال ۱۸۱۱ میلادی در کاخ دولت در همین شهر توسط اسپانیایی‌ها اعدام شد.
در طول حمله فرانسه به مکزیک در سال ۱۸۶۴ تا ۱۸۶۷ میلادی این شهر توسط رئیس‌جمهور وقت مکزیک بنیتو خوارس(Benito Juárez)، به عنوان شهر مقر دولت خود در تبعید اعلام شد.
این شهر در انقلاب مکزیک (۱۹۱۰–۱۹۱۷ میلادی) نقش مهمی داشت، و در آن زمان به پایگاه عملیات برای ارتش شمالی «دیویسون دل نورته» (División del Norte) به رهبری پانچو بی‌یا تبدیل شد بود.

## نام
گفته می‌شود که نام این شهر از زبان تراهومارا می‌آید که برگردان آن به فارسی «بین دو آب» می‌شود. والی عبارت‌هایی دیگری برای این نام وجود دارد که آن را به زبانهای ناهواتل یا آپاچی پیوند می‌دهد که برگردان آن‌ها به فارسی «مکان پر از سوراخ سنگ» یا «محل خشک و شنی» می‌شود. در هر صورت نام این مکان به پیش از ورود اسپانیاییها به این منطقه بوده‌است.

## امروزه
مهم‌ترین ویژگی‌های این شهر منطقه‌های صنعتی آن است، که در آن شرکتهای خارجی در ان کارخانه‌های بسیاری دارند، و هزاران نفر از مردم این شهر را استخدام می‌کنند. این صنعت نیز نیاز به تحصیل کردگان، هم برای تولید و هم برای مدیریت دارد، که این آموزش توسط دانشگاه‌های خصوصی و دولتی ارائه می‌شود.
بخش تجاری شهر نیز رشد بسیاری داشته‌است که به‌طور مستقیم مربوط به افزایش چشم گیر طبقه متوسط در این شهر است. دستمزدهای که به مدیریت و کارکنان فنی سطح بالا پرداخت توسط کارخانه‌ها پرداخت می‌شود جریان پول نقد را طوری فراهم می‌کند که به بخش تجاری این شهر کمک بسیاری می‌رساند، گفتنی است که این شرایط بر خلاف اکثر شهرستانهای مکزیک است.
زندگی شبانه در این شهر پر جنب و جوش است، به خصوص در مرکز شهر، که در آن برخی از خانه‌های بزرگ قبل از انقلاب را به کاباره‌ها و باشگاه شبانه تبدیل کردند که بسیاری از آنان بهترین باندهای موزیک زنده چی‌واوا را دربردارند.

## شهرهای خواهرخوانده
شهر چی‌واوا ۷ شهر خواهرخوانده دارد.
- آلبوکرکی، آمریکا
- پوئبلو، آمریکا
- انسنادا، مکزیک
- سیوداد خوارس، مکزیک
- ال پاسو، آمریکا
- فرزنو، آمریکا
- هاربین، چین

## نگارخانه

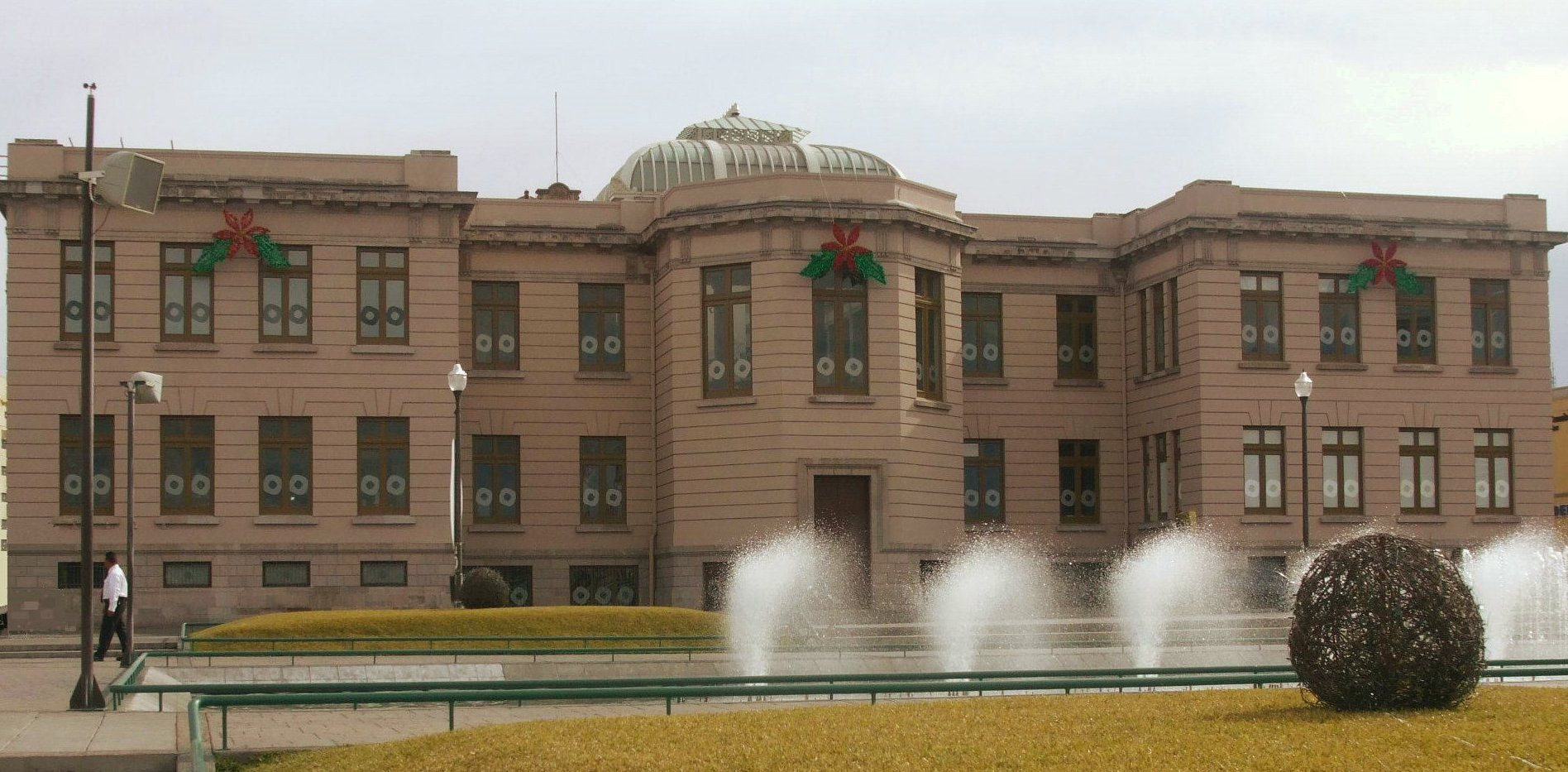
کاخ فدرال (اکنون موزه)
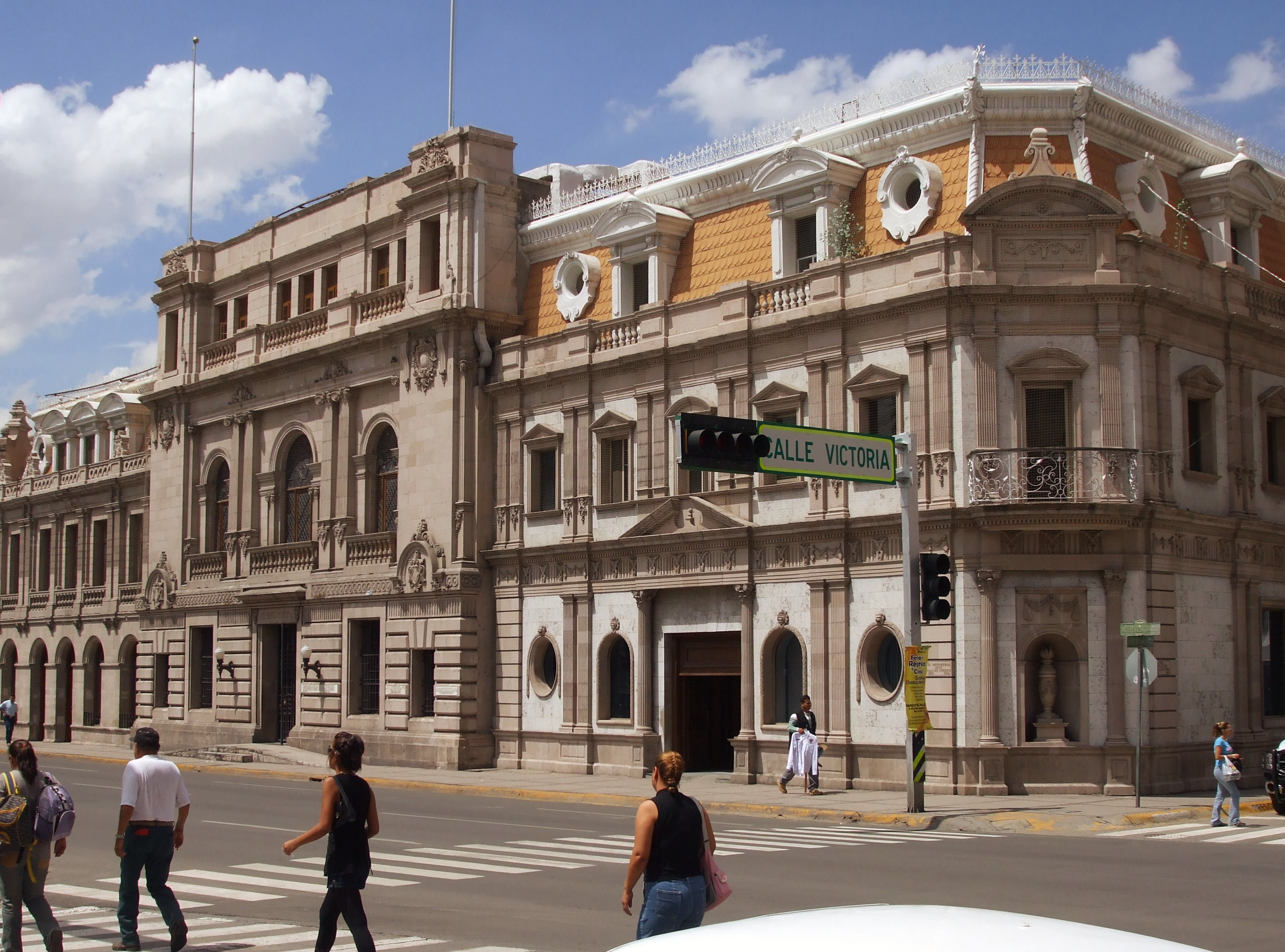
سالن شهر
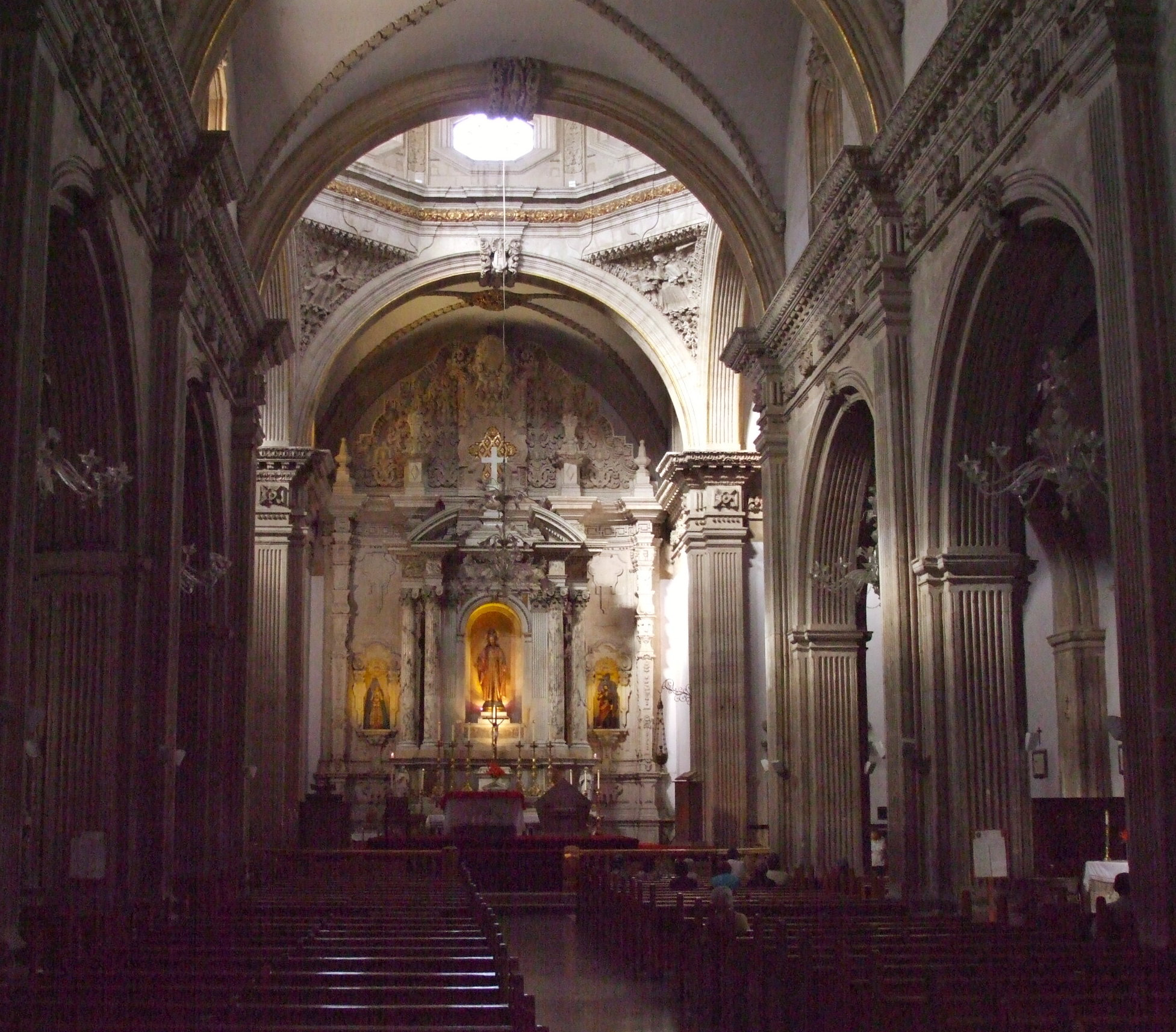
کلیسای ناوه
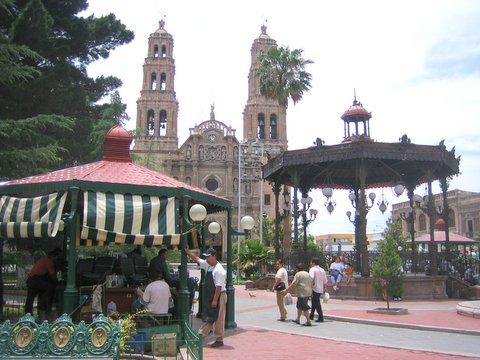
مرکز شهر
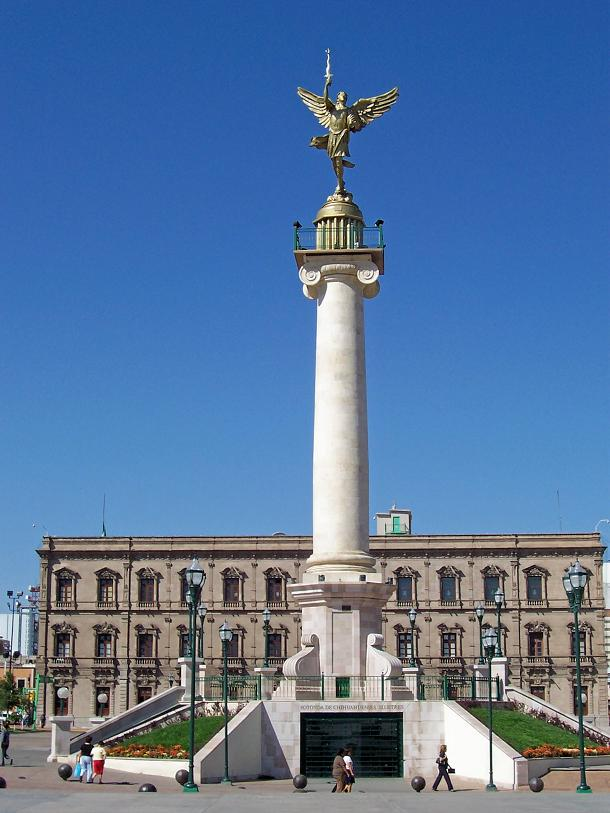
فرشته آزادی با کاخ دولت در زمینه
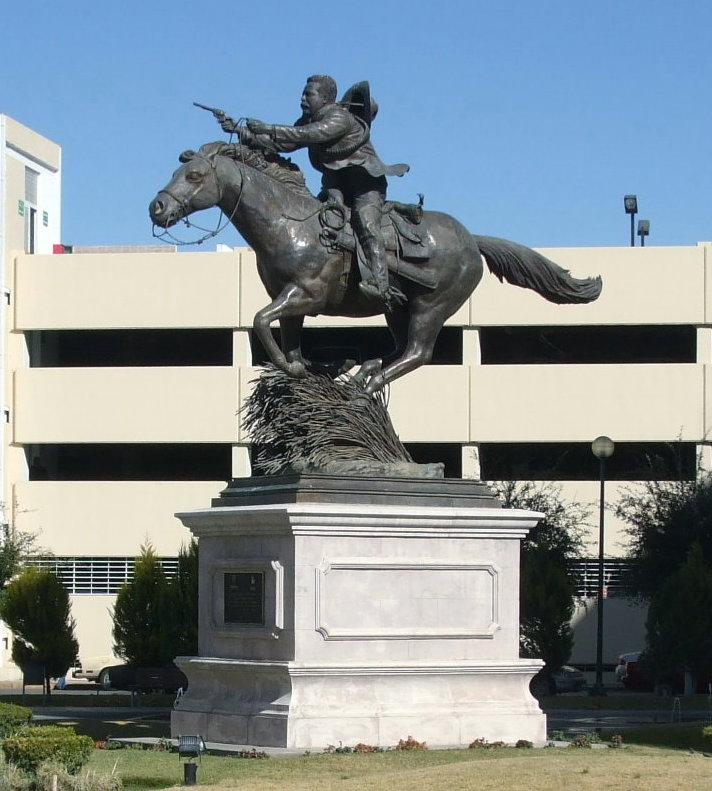
میدان انقلاب در مرکز شهر به نمایش مجسمه سوار بر اسب از پانچو وییا
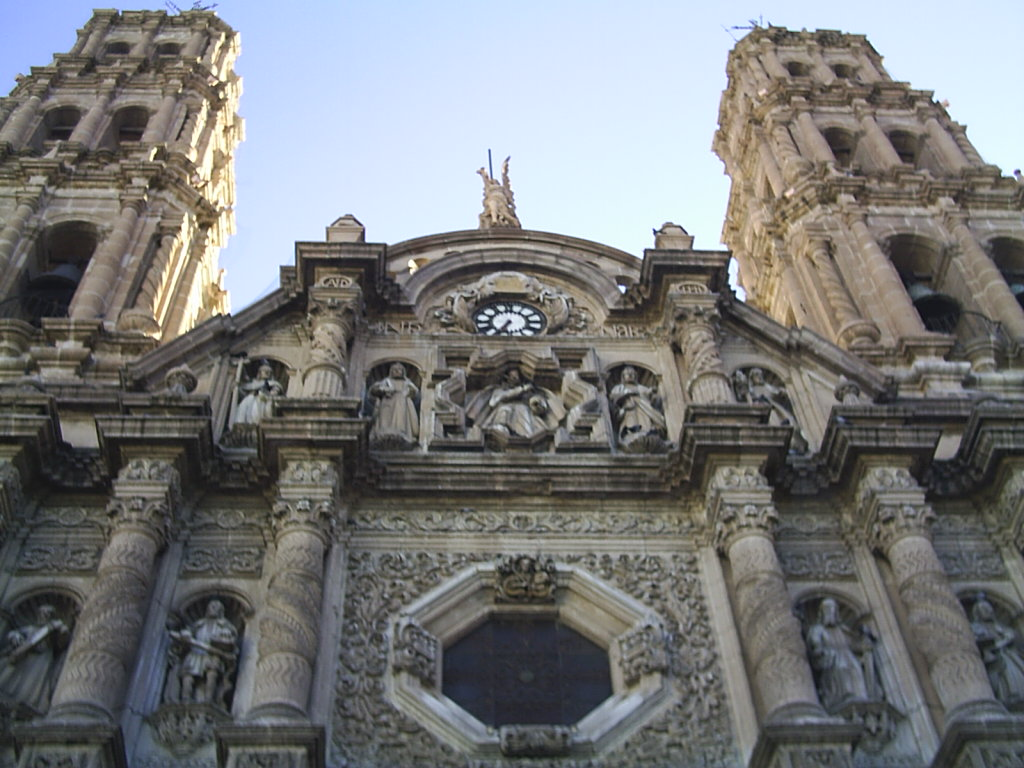
کلیسای مرکز شهر
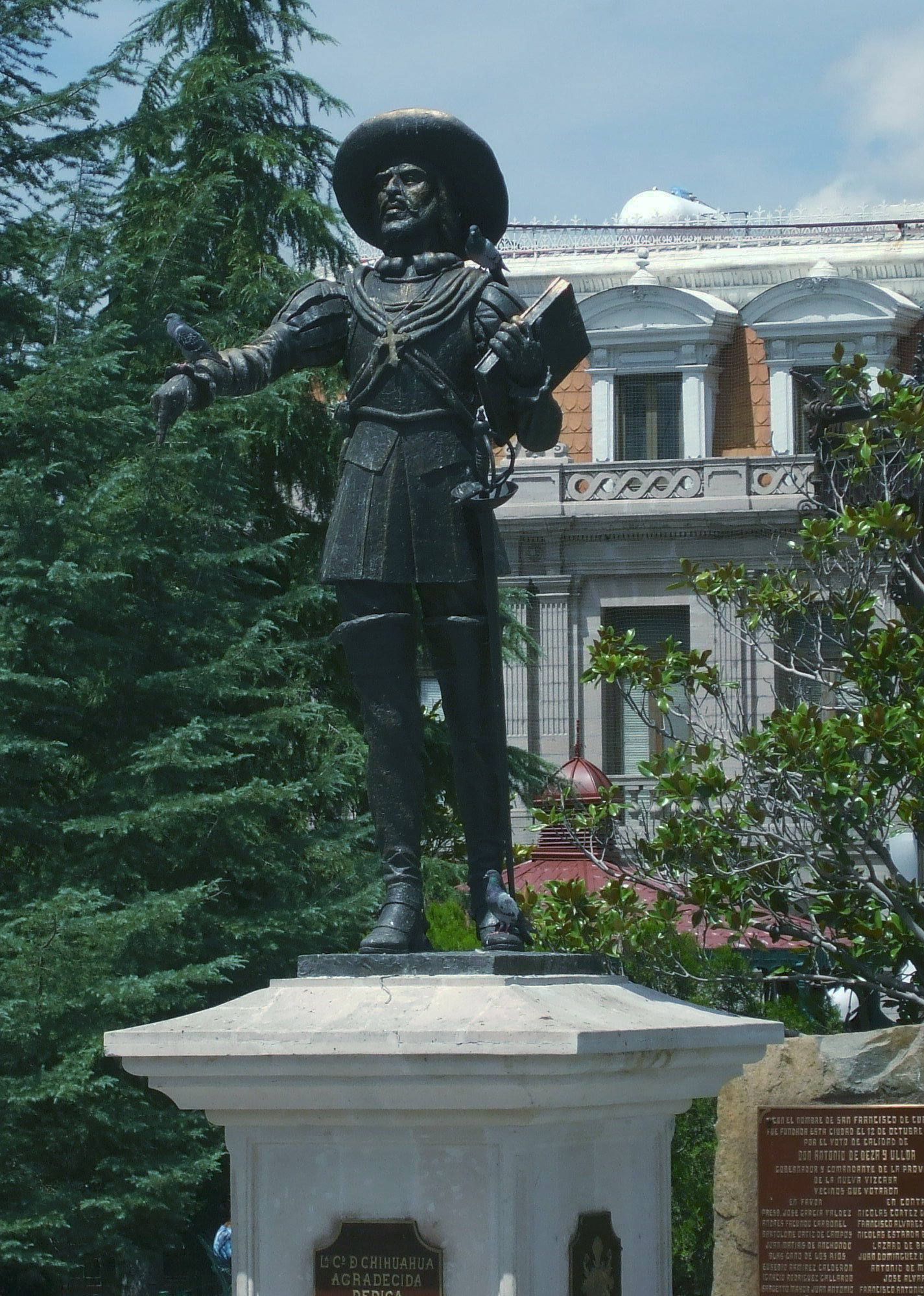
تأسیس‌کننده شهر، آنتونیو دزا ی اویوا (Antonio Deza y Ulloa)